# José Arturo Martínez Lazo

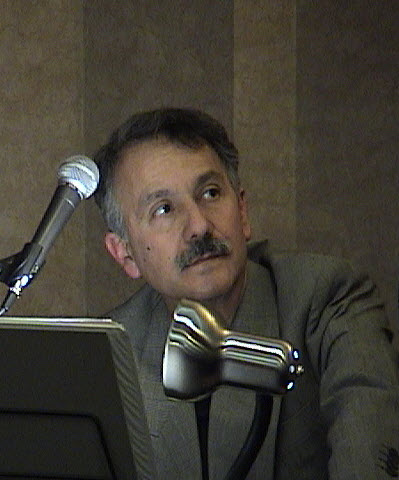
José Arturo Martínez Lazo

José Arturo Martínez Lazo (Ciudad Juárez, estado de Chihuahua, 18 de julio de 1952) es un arquitecto, catedrático, escritor y escultor mexicano.
En arquitectura intentó acentuar la función con el diseño estructural, el humanismo, el enfoque multidisciplinario, la informática y la metodología.
Sus esculturas monumentales se caracterizaron por un geometrismo figurativo tratando de incorporar iconos al espacio natural y rematando con elementos para enfatizar la vertical sobre el horizonte.
En el pensamiento filosófico se identificó con Leopoldo Zea y según se expresa, pretendió resaltar la vertiente latinoamericana, destacando además la española y la europea. Se apoyó en la conciencia del ser de Jaspers y de Eduardo Nicol.
Su investigación de campo se enfocó en la zona norte de México, la cultura Tarahumara y el patrimonio cultural. Trabajó en la convocatoria para la protección de las acequias ante los acuerdos internacionales.

## Biografía
Arquitecto egresado de la Universidad Nacional Autónoma de México en donde también estudió la maestría en arquitectura formando parte de la Generación del 78, igual que filosofía y geomorfología estructural aplicada. En geomorfología fue discípulo de Natalia Petrovna Kostenco, en filosofía es evidente la influencia de Eduardo Nicol, Rosa Krause y Leopoldo Zea Aguilar. Sus aportaciones involucraron diversas materias. 

## Académico
Fue catedrático de la Universidad Nacional Autónoma de México, de la Universidad Anáhuac, de la División de Estudios Superiores de la Universidad de Guanajuato, de la Escuela Nacional de Conservación, Restauración y Museografía en el ex-Convento de Churubusco de la UNESCO y la OEA, de los seminarios San Antonio y Roger Bacon en el Paso Texas y de la Universidad Autónoma de Ciudad Juárez.  
En esta última institución realizó el proyecto académico y arquitectónico del Centro de Diseño y Tecnología Avanzada, reuniendo especialistas del diseño, la arquitectura, la ingeniería y las ciencias. Sus conceptos intentaron avanzar sobre la teoría de la arquitectura de José Villagrán García, imperante en México. En la enseñanza de la arquitectura y el diseño proyectó y puso en práctica un taller integral con sala de reuniones, consulta y sala de exposición, asistido por asesoría externa y por lo que era la vanguardia con procesos de calidad, informática y generación de bancos de datos.    
En la misma Universidad, realizó el Modelo General de Desarrollo académico, administrativo  y contable. Como director de Estudios Superiores y como Director del Instituto de Arquitectura Diseño y Arte, extendió convenios con instituciones internacionales.

## Arquitectura
En la biblioteca del instituto de ciencias biomédicas, la biblioteca de ingeniería y arquitectura y en particular en las macro aulas, intentó romper con el modelo nacional impuesto por el CAPFCE.   
Trabajó en la protección del patrimonio histórico y cultural con asesorías gratuitas, convocando a instituciones, dictando conferencias y realizando exposiciones fotográficas. En restauración de monumentos se pueden mencionar sus trabajos en la iglesia castrense del siglo XVII del presidio de Santiago de Janos, la hacienda de Luis Terrazas casa de la cultura en Flores Magón, la hacienda de Sombreretillo en Matamoros sede del seminario Diocesano de Parral y el apoyo en inmuebles históricos como el teatro Hidalgo de Parral, la casa museo de Benito Juárez en la Ciudad de Chihuahua o el templo de San Francisco del siglo XVIII. 

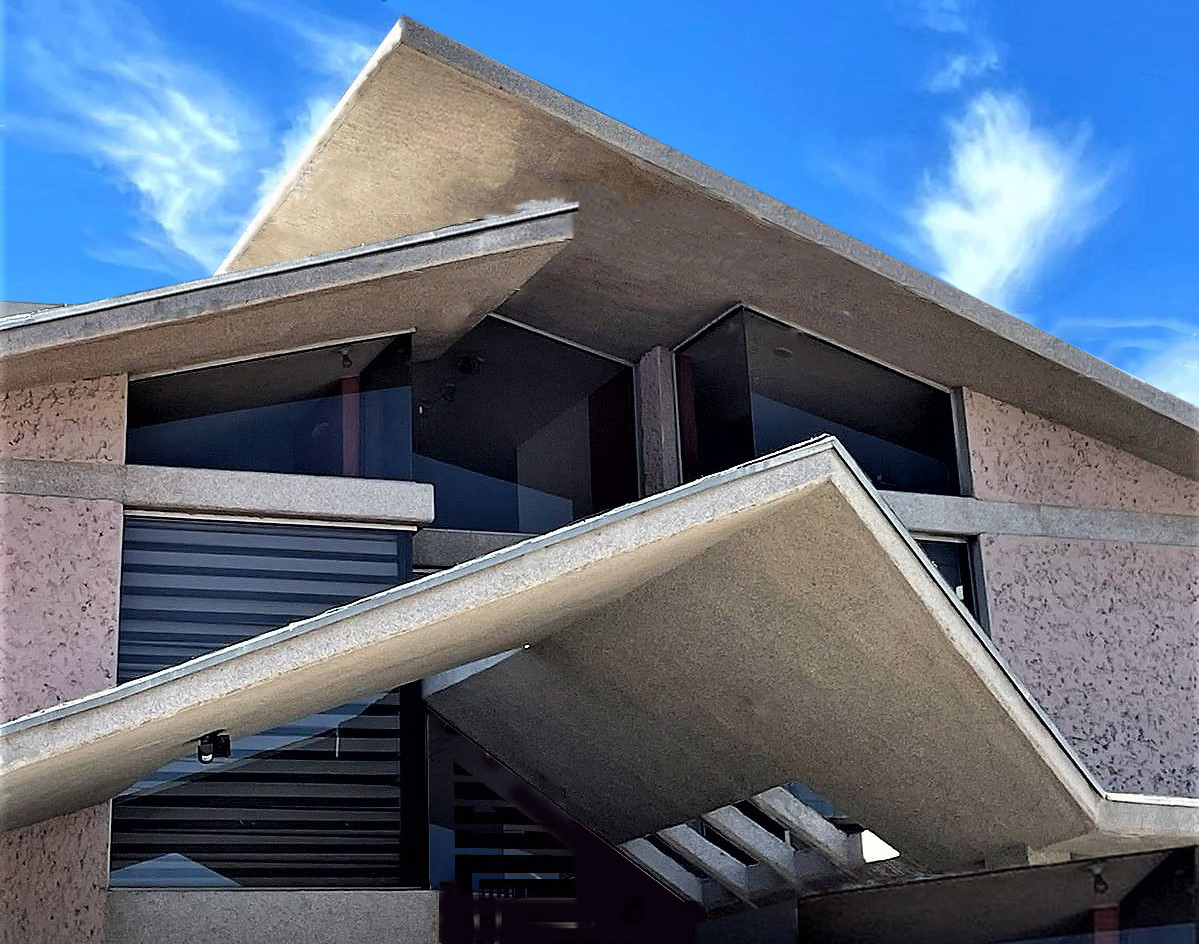
no

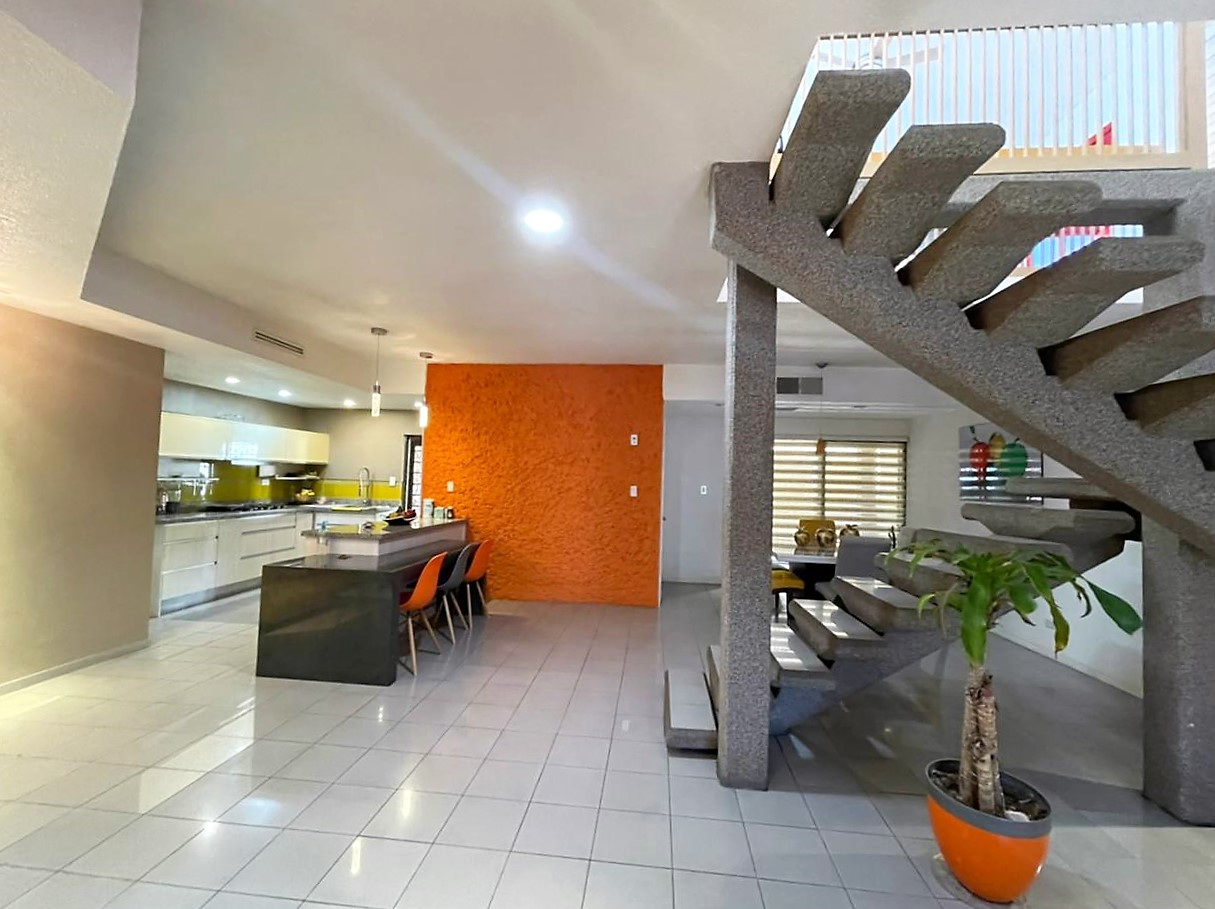
no

Casa habitación 1980 

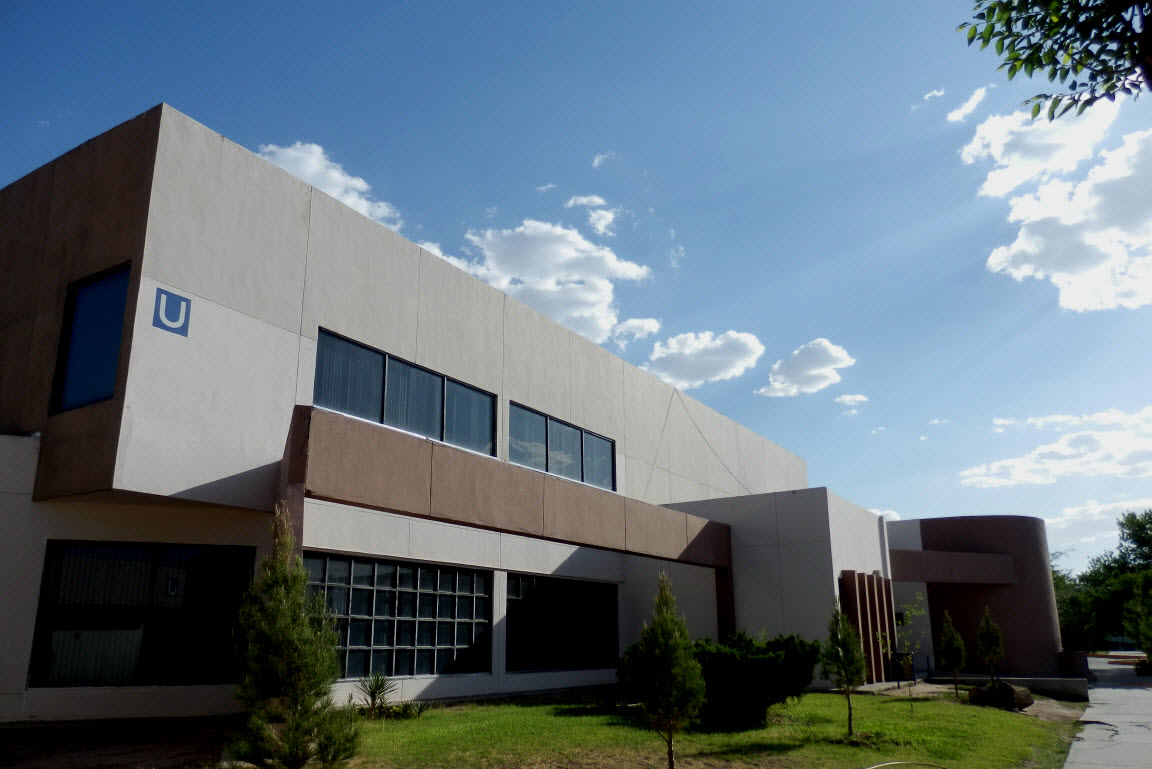
Biblioteca biomédicas, UACJ
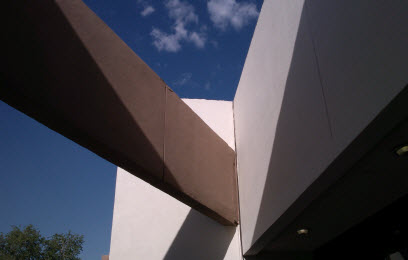
Detalle
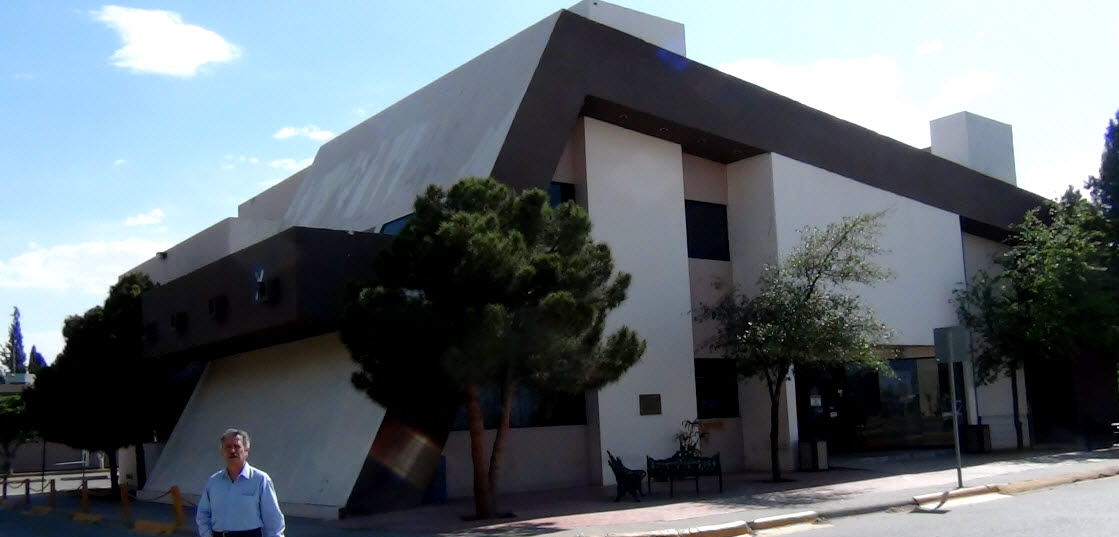
Biblioteca IIT-IADA, UACJ
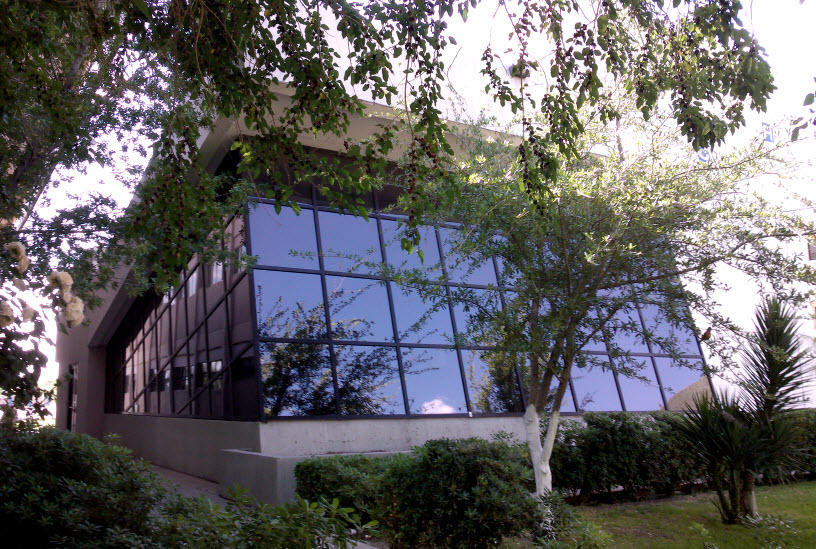
Macroaulas, UACJ

## Escultura
Autor del Cristo de la Misericordia (Chihuahua) y de la Virgen del Carmen de Peña Blanca. 

## Investigación

### Sobre historia
Consignó más de cien pueblos de misión de la Compañía de Jesús y de la orden de San Francisco, fundos mineros, haciendas agrícolas, ganaderas y de beneficio, así como enclaves arqueológicos prehispánicos, petroglifos y pinturas rupestres en el desierto, las llanuras, las montañas y el fondo de las barrancas de Chihuahua. 
Una primera referencia de su trabajo, cuando aún no existía la delegación del INAH en el estado de Chihuahua se trató en la Revista Obras con tiraje nacional. Tiempo después el mismo Instituto Nacional de Antropología e Historia del que a la postre fue asesor del centro regional, realizó nuevas investigaciones y un catálogo general.
En el año de 1990 dio a conocer la existencia del bastión del antiguo presidio de San Felipe y Santiago de Janos, población estratégica en la colonización hacia el norte de México, según lo refirió en sus conferencias y trabajos como en el ensayo de Chihuahua, efusión de la Nueva Vizcaya.
Siendo investigador de la Unidad de Estudios Históricos y Sociales en la ciudad de Chihuahua escribió Chihuahua, Sierra de roca, arcilla  y madera en la cual trató la arquitectura, usos y costumbres en la Sierra Tarahumara, con una reseña fotográfica de la Nación Tarahumara. Para el material interactivo, compuso e interpretó la música ambiental.

### Sobre filosofía
En el libro Principios de filosofía y matemáticas prologado por José Fuentes Mares incluyó una serie de temas aislados sobre epistemología, filosofía de la historia y Latinoamérica. Trató acerca de Platón, Leibniz, Kant, Jaspers, W.H. Walsh, Fray Bartolomé, Leopoldo Zea y Salazar Bondy y agregó una disertación matemática muy esquemática sobre tiempo, semántica, espacio, geometría y naturaleza visual de las matemáticas. 

### Sobre recursos naturales
En el año de 1994 a través de la prensa local indicó la presencia de conos volcánicos en Ascensión (municipio) y conforme a la entrevista publicada, la importancia de ello devenía por tratarse de una antigua caldera volcánica, en una zona considerada de depósitos marinos. Carrasco, Horacio (V-1994). «Descubren volcanes cerca de Juarez. Están inactivos». Periódico Norte (1603): 1A.
En el año de 1999 se publicó Salvemos las Acequias, en virtud de que se venían desarrollando acuerdos entre México y los Estados Unidos para desviar por El Paso (Texas), el curso de las llamadas Acequia Madre y del Pueblo, cuya trayectoria de acuerdo al texto, en México pasaba por importantes enclaves, con flora y fauna endémicas, infiltración y enriquecimiento de los mantos freáticos, además según se aseguraba, poseía un significado histórico ligado a los orígenes y al apogeo de Ciudad Juárez. 

## Publicaciones
- Donde se pierde la historia y se borra el recuerdo, historia y arte, 1980 Revista Obras, México.
- Symposium interamericano de conservación del patrimonio artístico, agosto de 1979, INBA, SEP, México, ICOMOS, OEA.
- Reflexiones sobre restauración, 1980, Colegio Dominicano de Ingenieros, Arquitectos y Agrimensores, Santo Domingo, República Dominicana.
- San Juanito y Cusárare, dos ejemplos en la Sierra de Chihuahua, arquitectura vernácula, cuadernos de arquitectura, julio de 1980 Instituto Nacional de Bellas Artes, SEP, México.
- La Enseñanza de la filosofía en Jaspers y Nada hay que decir de arquitectura, 1980 Universidad Autónoma de Ciudad Juárez, México.
- El hombre y la arquitectura en México y Seminario sobre programas de matemáticas material didáctico, 1982 UACJ.
- Dos países y la educación, The City’s Arts Resources Departament 1982, El Paso Texas. Sobre el mismo tema, Ciudad Juárez y El Paso Texas. Cultura y educación. Centro editorial universitario, agosto de 1982, UACJ.
- Principios de filosofía y matemáticas, centro editorial universitario, agosto de 1982, Universidad Autónoma de Ciudad Juárez, México.
- El concepto de la arquitectura en el sector educativo, Gaceta Magisterial No. 15, 1998.
- San Buenaventura. Una ventana a Chihuahua, edición interactiva junio de 2001, Municipio  de Buenaventura, Gobierno del Estado de Chihuahua, México.
- El espacio natural en carne propia, Asociación Nacional de Universidades e Instituciones Superiores (ANUIES) de la República Mexicana.
- Salvemos las Acequias, el sistema de acequias y campos de cultivo del valle, José Arturo Martínez Lazo, Darío Sánchez Reyes, Daniel Chacón Anaya. Meridiano Editores septiembre de 1999, Instituto Municipal de Investigación y Planeación (IMIP), Junta Municipal de Aguas y Saneamiento de Ciudad Juárez (JMAS), Chihuahua, México. (enlace roto disponible en Internet Archive; véase el historial, la primera versión y la última).
- Vaámonoos, Entorno, nueva época 51/52, Universidad Autónoma de Ciudad Juárez, 1999, ISSN 0188-9885.
- Chihuahua, Sierra de roca, arcilla y madera. Unidad de Estudios Histórico-Sociales  de la UACJ en la Ciudad de Chihuahua, México. Difusión electrónica:

### Ensayos
- Una página de México. San Buenaventura Chihuahua. Secretaría de Educación Pública, INDAUTOR No. Registro: 03-2001-082416463100-01
- Centro empresarial del agricultor y del ganadero. Secretaría de Educación Pública, INDAUTOR No. Registro: 03-2001-082417052100-01
- Ley Orgánica Rescata, para la creación del instituto de investigación, conservación y restauración del Municipio de Hidalgo del Parral. Secretaría de Educación Pública, INDAUTOR No. Registro: 03-2001-082416341700-01

De la serie Pasión y Vida del Cristianismo:
- Europa tardo medieval y moderna. Obra literaria. Secretaría de Educación Pública, INDAUTOR No. Registro: 03-2004-022015092300-01
- Europa tardo medieval y moderna. Obra audiovisual. Secretaría de Educación Pública, INDAUTOR No. Registro: 03-2004-022015064200-01
- Nueva España, magia y revelación. Secretaría de Educación Pública, INDAUTOR No. Registro: 03-2004-090112374500-01
- Chihuahua, efusión en la Nueva Vizcaya. Secretaría de Educación Pública, INDAUTOR No. Registro: 03-2005-020114445100-01

## Conferencias y reconocimientos
Sus experiencias académicas y profesionales tuvieron difusión en instituciones de México, Estados Unidos, España, Rusia, Argentina, Chile, Uruguay y Brasil. En el año 2005 fue declarado huésped oficial de la Facultad de Arquitectura, Planeamiento y Diseño de la Universidad de Rosario en Argentina y fue el segundo mexicano invitado después de David Alfaro Siqueiros en el Instituto Académico Estatal de San Petersburgo de Pintura, Escultura y Arquitectura de la República Rusa, reconocido en Men of Achievement de Cambridge Inglaterra, como uno de los personajes a quienes se dedicó la edición en el Jubileo de Plata.
A partir de los años noventa pasó a formar parte del ICOMOS, el Consejo Internacional de Monumentos y Sitios de la UNESCO.